# Quilòmetre 666: Desviament a l'infern
Quilòmetre 666: Desviament a l'infern (també coneguda com a km 666 i de títol original Wrong Turn) és una pel·lícula estatunidenca de 2003 i és la primera pel·lícula de la sèrie Quilòmetre 666 que ja compta amb tres pel·lícules.

## Argument
Chris té una entrevista de feina a la ciurtat de Raleigh, Carolina del Nord, EUA, al cap de tres hores i sembla que arribarà a temps, fins que un accident produït a l'autopista li talla el pas, pel que decideix aventurar per una petita carretera de terra que sembla una drecera. A poca distància, Jessie, la seva amiga Carly el nuvi d'aquesta, Scott, Evan, i la seva nòvia Francine, estan aturats al mig de la carretera, tractant de trobar una forma de prosseguir el seu viatge després que una punxada els deixés tirats en el més profund del bosc. Chris avança per la polsosa i tortuosa carretera secundària quan en prendre un revolt perd el control del cotxe i envesteix per darrere el cotxe d'aquests. Per sort, ningú resulta greument ferit pel xoc. En qualsevol cas, l'orgull dels afectats és el que s'ha endut la pitjor part, i l'ambient s'escalfa. Chris es disculpa i Jessie actua d'apaivagadora en descobrir un filferro de pues interceptant la carretera. Segons sembla, les punxades es deuen a algun tipus de broma. Els joves decideixen organitzar-se per anar a la recerca d'un telèfon. Evan i Francine es queden amb els cotxes mentre els altres quatre continuen carretera endavant.
La teoria del bromista perd força quan el quartet s'endinsa al bosc i descobreix una cabana plena d'armes de caça i horribles trofeus. Ara ja no hi ha cap dubte que aquell, o allò, que habita a la cabana és qui ha estès la trampa amb el filferro de pues. El que no saben és que Evan i Francine ja han estat assassinats i trossejats sense pietat. Amenaçats per una destinació incerta i possiblement espantós, hi ha alguna cosa del que els quatre joves estan segurs: mai més tornaran a sortir d'excursió.

## Repartiment
- Desmond Harrington (Chris Finn)
- Eliza Dushku (Jessie Burlingame)
- Jeremy Sisto (Scott)
- Emmanuelle Chriqui (Carly)
- Lindy Booth (Francine)
- Kevin Zegers (Evan)
- Yvonne Gaudry (Halley)
- David Huband (Rich)